# سام رسول
سام رسول (1981-)، فلسطيني من مدينة البيرة، ابن مهاجرين فلسطينيين الى الولايات المتحدة، ولد في مدينة وارتن الأمريكية. تولى منصبه عام 2014 وتنتهي ولايته عام 2024. وهو عضو مجلس النواب عن الحزب الديمقراطي.
يعتبر سام أول مسلم ينتخب لعضوية Virginia house ترشح للكونغرس عام 2008 وكان عمره 27 عاماً.

## مسيرته التعليمية
حصل على درجة البكالوريوس في إدارة الأعمال من كلية رونوك ودرجة الماجستير في إدارة الأعمال الدولية من جامعة هاواي باسفك.

## مسيرته المهنية
ترشح رسول لأول مرة للإنتخابات عام 2008 عندما تحدى الجمهوري الحالي بوب جودلات على مقعد فرجينيا السادس في الكونجرس ولكنه خسر أمام جودلات بنسبة 25 نقطة مئوية في المنطقة ذات الجمهوريين.تم انتخاب رسول لعضوية مجلس مندوبي فرجينيا في انتخابات خاصة أجريت في 7 يناير 2014. وأجريت الانتخابات لشغل المنصب الذي نشأ عن استقالة المندوب أونزلي وير في نوفمبر 2013.
بعد فوزه في الانتخابات التمهيدية الديمقراطية بأغلبية 44 صوتًا، حصل رسول على ما يقرب من 70٪ من الأصوات على خصمه الجمهوري أوكتافيا جونسون في الانتخابات العامة. وتسلم منصبه في 8 يناير 2014.
كان مرشحًا في انتخابات حاكم ولاية فرجينيا عام 2021 ولكنه خسر أمام هالة أيالا.

## حياته الشخصية
متزوج من ليالي ولديه ثلاثة أطفال.